# 瞳ひらいて
「瞳ひらいて」（ひとみひらいて）とは、みつきのセカンドシングルである。2007年11月28日発売。「みつき」は高畑充希の歌手活動の名義である。

## 解説
- プロデュースは川嶋あい。

## 収録曲
1. 瞳ひらいて
ディズニー最新映画「ルイスと未来泥棒」イメージソング
2. Raise your hand
3. サボテン
4. 瞳ひらいて（Instrumental）
5. Raise your hand（Instrumental）
6. サボテン（Instrumental）

全作詞・作曲：川嶋あい　編曲：羽毛田丈史